# MLS Cup de 2009
A MLS Cup 2009 foi a decisão da décima quarta edição da Major League Soccer que foi disputada entre o Real Salt Lake, de Utah, e o Los Angeles Galaxy, da Califórnia. A partida foi disputada no Qwest Field em Seattle, Washington no dia 22 de novembro de 2009.
O Real Salt Lake ganhou o jogo nos pênaltis por 5–4 depois de um empate de 1–1 no tempo regulamentar.Edson Buddle perdeu e Robbie Russell marcou o gol que garantiu o primeiro gol da equipe de Salt Lake City em sua quinta participação no torneio.

## Detalhes da partida
| 22 de novembro de 2009 | Real Salt Lake | 1 – 1 (a.e.t.) | Los Angeles Galaxy | Qwest Field, Seattle, Washington     |
| 17:30 PST              |                | Relatório      |                    | Público: 46,011 Árbitro: Kevin Stott |

| Real Salt Lake | Los Angeles Galaxy |

| REAL SALT LAKE: |    |                    |     |     |
|                 |    |                    |     |     |
| GK              | 18 | Nick Rimando       |     |     |
| DF              | 4  | Jámison Olave      |     |     |
| DF              | 6  | Nat Borchers       |     |     |
| DF              | 3  | Robbie Russell     |     |     |
| DF              | 17 | Chris Wingert      |     |     |
| MF              | 11 | Javier Morales     |     | 22' |
| MF              | 5  | Kyle Beckerman (c) |     |     |
| MF              | 77 | Andy Williams      |     |     |
| MF              | 8  | Will Johnson       | 14' | 46' |
| FW              | 9  | Yura Movsisyan     |     | 75' |
| FW              | 10 | Robbie Findley     | 64' |     |
| Substitutos:    |    |                    |     |     |
| MF              | 84 | Clint Mathis       |     | 22' |
| MF              | 20 | Ned Grabavoy       |     | 46' |
| FW              | 16 | Fabián Espíndola   |     | 75' |
| Técnico:        |    |                    |     |     |
| Jason Kreis     |    |                    |     |     |

| LOS ANGELES GALAXY: |    |                    |     |     |
|                     |    |                    |     |     |
| GK                  | 1  | Donovan Ricketts   |     | 66' |
| LB                  | 2  | Todd Dunivant      |     |     |
| CB                  | 16 | Gregg Berhalter    |     |     |
| CB                  | 4  | Omar Gonzalez      |     | 89' |
| RB                  | 28 | Sean Franklin      |     |     |
| RM                  | 10 | Landon Donovan (c) |     |     |
| CM                  | 23 | David Beckham      |     |     |
| CM                  | 33 | Chris Birchall     | 39' | 79' |
| LM                  | 18 | Mike Magee         | 41' |     |
| FW                  | 14 | Edson Buddle       |     |     |
| FW                  | 9  | Jovan Kirovski     |     |     |
| Substitutos:        |    |                    |     |     |
| GK                  | 12 | Josh Saunders      |     | 66' |
| MF                  | 7  | Chris Klein        |     | 79' |
| DF                  | 20 | A. J. DeLaGarza    |     | 89' |
| Técnico:            |    |                    |     |     |
| Bruce Arena         |    |                    |     |     |

| Assistentes: C.J. Morgante Rob Fereday Quarto árbitro: Baldomero Toledo |